# プロパティエージェント
プロパティエージェント株式会社は、東京都新宿区に本社を置く、不動産会社である。
本項では、持株会社であるミガロホールディングス株式会社（MIGALO HOLDINGS Inc.）に関しても記述する。

## 概要
プロパティエージェントは、不動産の仕入開発・販売・賃貸管理・マンション管理などの事業を展開している。主に東京２３区内・横浜地区を中心としてマンションブランド「クレイシア」「クレイシアIDZ（アイズ）」「リクレイシア」を展開および資産運用、ライフプランニングを提供。新築物件・中古物件ともに取り扱う。
「不動産投資型クラウドファンディング『Rimple（リンプル）』」「不動産投資情報オウンドメディア『不動産投資TIMES』」を運営。
また、「DX推進事業」として、顔認証プラットフォーム事業やクラウドインテグレーション事業なども展開しており、「DXYZ株式会社」「アヴァント株式会社」などがミガロホールディングスの子会社となっている。

## 沿革
- 2004年（平成16年） プロパティエージェント株式会社設立
- 2004年（平成16年） 宅地建物取引業 ［東京都知事（2）第83227号］取得[2]
- 2008年（平成20年） クレイシアブランド販売開始　7月クレイシア下丸子販売
- 2009年（平成21年） 一般不動産投資顧問業 ［一般 － 第1022号］取得[3]
- 2010年（平成22年）フェリーシアブランド販売開始　8月フェリーシア西横浜販売
- 2010年（平成22年） マンション管理業 ［国土交通大臣（1）第033619号］取得 [4]
- 2012年（平成23年）3月 総供給戸数1,000戸
- 2013年（平成25年）2月 ラジオNIKKEI「伊藤洋一のRound Up World Now!」番組提供
- 2013年（平成25年）9月ISO 9001：2008，JIS Q 9001：2008認証取得[5]
- 2014年（平成26年）4月　管理委託戸数1,800戸
- 2015年（平成27年）12月　東京証券取引所JASDAQ市場スタンダードに上場
- 2016年（平成28年）3月　AIを活用したマンション価格相場情報サイト「ふじたろう」リリース
- 2016年（平成28年）5月　総供給戸数2,000戸
- 2016年（平成28年）9月　不動産投資情報オウンドメディア「不動産投資TIMES」リリース
- 2017年（平成29年）4月　管理委託戸数2,300戸
- 2017年（平成29年）6月　住み方ダイバーシティプロジェクト「住み方ラボ」リリース
- 2017年（平成29年）7月　確かな不動産投資情報を発信する会員制メディア「TIMES LOUNGE」リリース
- 2017年（平成29年）8月　イメージキャラクター「真矢ミキ」就任、新マンションブランド「VERSE CRACIA」展開開始、蔦屋家電モデル「LG styler」を日本で初めて導入
- 2017年（平成29年）12月　東京証券取引所第二部に市場変更
- 2018年（平成30年）7月 東京証券取引所第一部に市場変更[6]
- 2018年（平成30年）7月 コーポレートロゴマーク変更
- 2018年（平成30年）12月 不動産特定共同事業法に係る許可取得
- 2019年（令和元年）5月 不動産投資のプラットフォーム「PA ファンディング」事前公開サイトをオープン
- 2020年（令和2年）1月 不動産特定共同事業法に係る変更認可（電子取引業務）取得
- 2020年（令和2年）2月 不動産投資型クラウドファンディング「Rimple（リンプル）」をオープン
- 2020年（令和2年）8月 中古収益不動産マッチング事業「スマートセカンド事業」を立ち上げ
- 2020年（令和2年）8月 子会社「DXYZ株式会社」を設立
- 2020年（令和2年）10月 本社を新宿アイランドタワー41階に移転
- 2021年（令和3年）1月 クレイシアIDZ（アイズ）ブランド販売開始
- 2021年（令和3年）2月 オフィスにおける入退室・来客受付を可能とする顔認証技術に関する特許取得(特許第6804678号）
- 2021年（令和3年）3月 オートロックマンションへの “置き配”を可能とする顔認証技術に関する特許取得(特許第6829789号)
- 2021年（令和3年）7月 顔認証アプリ「FreeiD (フリード)」に体温異常通知を送信する技術に関する特許取得(特許第6896131号)
- 2021年（令和3年）7月 「Rimple（リンプル）」において他社ポイントを交換し出資できる仕組みに関する特許取得(特許第6899006号)
- 2021年（令和3年）7月 「アヴァント株式会社」を子会社化
- 2021年（令和3年）9月 経済産業省が定めるDX認定制度に基づいた「DX認定取得事業者」に認定
- 2021年（令和3年）11月 子会社「バーナーズ株式会社」を設立
- 2022年（令和4年）2月 「アヴァント株式会社」「バーナーズ株式会社」を連結子会社化
- 2022年（令和4年）2月 事業セグメントを「DX不動産事業」「DX推進事業」に変更
- 2022年（令和4年）4月 東京証券取引所プライム市場に移行
- 2022年（令和4年）7月 顔認証プラットフォームに登録した顔情報を様々なサービスと連携する技術に係る特許取得(特許第7096939号)
- 2022年（令和4年）9月 「株式会社キャリアブリッジ」の新設分割会社の「株式会社シービーラボ」を子会社化
- 2023年（令和5年）2月 「株式会社CloudTechPlus」を子会社化
- 2023年（令和5年）9月29日 東京証券取引所プライム市場上場廃止
- 2023年（令和5年）10月2日 ミガロホールディングス株式会社がプロパティエージェントに代わって東京証券取引所プライム市場へ上場[7][8]